# Амасийска епархия
 Тази статия е за православната епархия.  За римокатолическата вижте Амасийска архиепархия (Римокатолическа църква).  
Амасийската епархия (на гръцки: Ιερά Μητρόπολη Αμασείας) е титулярна епархия на Вселенската патриаршия. Диоцезът съществува от 325 до 1922 година с център в град Амасия, а по-късно Амисос, на турски Самсун. Титлата на предстоятеля е Митрополит на Амасия, ипертим и екзарх на Черно море.

## История
Амасия е основан около 300 година пр. Хр. от крал Митридат Ι Понтийски. Амасийската митрополия е основана в 325 година, първоначално под почетния примат на Кесарийската, а от 451 година директно под управлението на Константинополската патриаршия. В VII век има 6 подчинени епископии, а в ΧΙΙ век – 7. След селджукската окупация на района епископиите постепенно намаляват и в XIV век не остава нито една, а седалището се мести на север в Амисос. Амисос е основан през VII век пр. Хр. от милетски гърци.
След разгрома на Гърция в Гръцко-турската война и обмена на население между Гърция и Турция в 1922 година, на територията на епархията не остава православно население.
Митрополията граничи с Черно море на север и юг, с Неокесарийската на изток, с Неокесарийската и Кесарийската на юг и с Кесарийската и Неокесарийската (Гангренска част) на запад. Други важни градове в диоцеза са Синопи (Синоп), Егялос (Аянджък), Темискира (Чаршамба), Термодон (Терме), Пафра (Бафра), Неоклавдиуполис (Везиркьопрю), Вувасио (Боябат), Лаодикия (Ладик), Фазимон (Мерзифон) и Ираклия (Ербаа).
- Интериорът на „Света Троица“
- Катедралата отвън
- Кръщелно от Амасийската митрополия, 1917 г.

Митрополити
| Име         | Име        | Управление                            | Забележка                                               | Години            |
| ----------- | ---------- | ------------------------------------- | ------------------------------------------------------- | ----------------- |
| Герасим     | Γεράσιμος  | ~ 1676                                |                                                         |                   |
| Паисий      | Παΐσιος    | септември 1780 – 1809 †               |                                                         | ? – 1809          |
| Неофит      | Νεόφυτος   | декември 1809 – юли 1826              | подал оставка, по-късно амасийски м.                    |                   |
| Дионисий    | Διονύσιος  | юли 1826 - януари 1827                | от силиврийски м., уволнен, по-късно амасийски м.       | ? – 1877          |
| Неофит      | Νεόφυτος   | януари 1827 – август 1828             | по-рано амасийски м., подал оставка                     |                   |
| Мелетий     | Μελέτιος   | август 1828 – ноември 1830            | в солунски м.                                           | 1772 – 1845       |
| Дионисий    | Διονύσιος  | ноември 1830 - септември 1835         | по-рано амасийски м., уволнен, по-късно никомидийски м. | ? – 1877          |
| Калиник     | Καλλίνικος | септември 1835 - 5 март 1847 †        | от димотишки м.                                         | ? – 1847          |
| Кирил       | Κύριλλος   | март 1847 - 21 септември 1855         | от еноски м., във вселенски п.                          | 1800 – 1872       |
| Софроний I  | Σωφρόνιος  | 27 септември 1855 - 20 септември 1863 | от хиоски м., във вселенски п.                          | 1798 – 1899       |
| Софроний II | Σωφρόνιος  | 17 януари 1864 - 28 юни 1887 †        | от артенски м.                                          | около 1800 – 1887 |
| Антим ΙΙ    | Άνθιμος    | 22 юли 1887 - 5 февруари 1908         | от белградски м., уволнен                               | 1824 – 1909       |
| Герман      | Γερμανός   | 5 февруари 1908 – 27 октомври 1922    | от костурски м., в янински м.                           | 1866 – 1935       |
| Спиридон    | Σπυρίδων   | 27 октомври 1922 – 15 април 1924      | от янински м., в янински м.                             | 1873 – 1956       |
| Герман      | Γερμανός   | 12 август 1924 – 10 февруари 1935 †   | от унгарски м.                                          | 1866 – 1935       |
| Апостол     | Απόστολος  | 25 октомври 1951 - 29 ноември 1957 †  | по-рано родоски м.                                      | 1878 – 1957       |
| Павел       | Παύλος     | 5 май 2014 - 4 юни 2022               | от шведски м.                                           | 1935 – 2022       |